# 石黒昭博
石黒 昭博（いしぐろ てるひろ、1934年1月7日 - 2013年6月12日）は、日本の英語学者。
同志社大学名誉教授・徳島文理大学名誉教授。
生成文法の研究者であり、英語教育の教科書も多い。

## 経歴
大阪府出身。
1956年、同志社大学文学部英文学科卒業、大阪市立高校英語教師に就任。
1961年、同志社大学大学院に入り、1964年に修士課程修了、文学部助手就任。
1966年、オハイオ州立大学で修士号取得。
1992年、「近代英語における主語の概念」で同志社大学より英文学博士の学位を取得。
その後、同大学助教授、教授を経て2003年に定年退職し名誉教授に就任。
その後、徳島文理大学文学部長に就任し2008年に退職。

## 著書
- 『日英対照文法研究の諸相』（山内信幸編、英宝社） 1997.11

## 共編著
- 『不定詞の整理と点検』（研究社出版、大学入試英語対策文庫12） 1974.10
- 『動名詞・分詞の整理と点検』（研究社出版、大学入試英語対策文庫13） 1974.10
- 『文化さまざま』（ジェイムズ・カーカップ共編著、成美堂） 1983.1
- 『知識新発見』（A・ジーン・タッカー共著、美誠社） 1989.6
- 『世界の英語小辞典』（研究社出版、小事典シリーズ） 1992.12
- 『大学総合リスニング』（Ian Ruxton共著、郁文堂） 1998.4
- 『大学英文法演習』（高尾典史共著、郁文堂） 1998.4
- 『英検準1級・TOEICの総合演習』（赤楚治之, 柳善和共著、英宝社） 1998.1
- 『総合教材：英国の伝統・文化に触れる』（S・ゲイツ共著、英宝社） 1998.1
- 『大学英文法A to Z 最重要項目の整理と演習』（山内信幸, 北林利治共著、金星堂） 1999.1
- 『イギリス若者事情』（Shaun Gates, 北林利治共著、郁文堂） 1999.4
- 『英検2級合格への実践演習』（伊藤徳文, 石崎一樹共著、英宝社） 2001.1
- 『「橋渡し」英作文』（山内信幸共著、金星堂） 2002.1
- 『英和翻訳入門』（畠中康男共著、南雲堂、セメスターシリーズ） 2003.3
- 『英文手紙演習』（畠中康男, 竹本明義共著、南雲堂、セメスターシリーズ） 2003.3
- 『現代若者文化事情 日米比較』（William Essig共著、郁文堂） 2003.4
- 『言語研究の接点 理論と記述』（山内信幸共著、英宝社） 2004.6

## 翻訳
- 『図解 考古学序説』（L・ド・パオール、学生社） 1974
- 『現代言語学の背景 展望と現状』（J・T・ウォーターマン、上野直蔵共訳、南雲堂） 1975
- 『ことばともの 言語論序説』（ロジャー・ブラウン、研究社出版） 1978.1
- 『空からみた考古学』（レオ・デューエル、学生社） 1983.10
- 『21世紀への手紙』（けいはんな編、鍋倉健悦共訳、平凡社） 1991.5